# 先天盲
先天盲（せんてんもう、Congenital Blindness）とは、先天的（生来盲）または乳幼児期（早期失明）に視力を失い、視覚経験の記憶がない状態をいう。早期失明に関しては概ね2-6歳くらいまでに視力を失うと視覚体験の記憶がないとされているが上限をもっと上にとる者もいる。一定以上の晴眼期間をもった後に失明した場合は中途失明という。

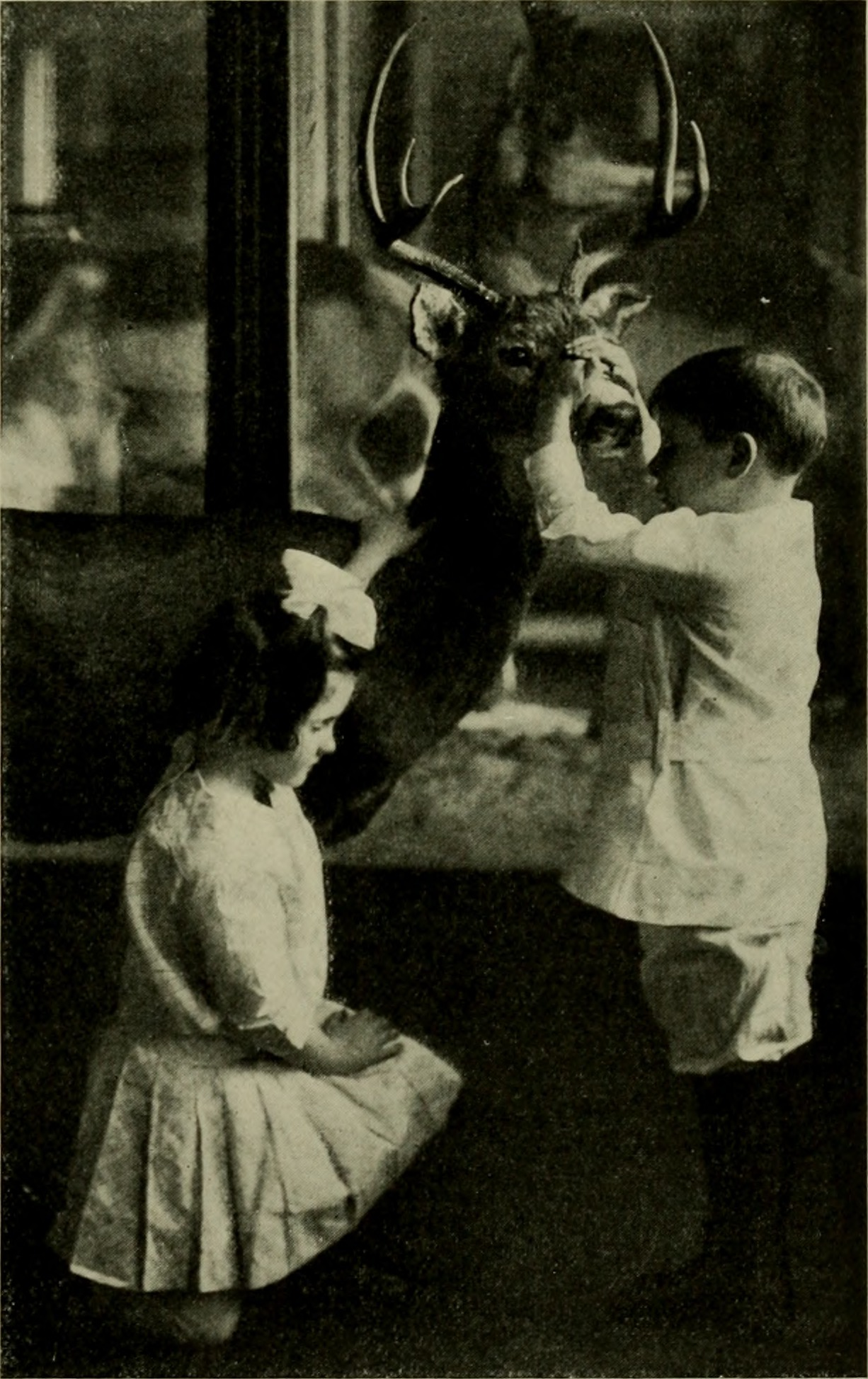
博物館で動物を触って概念形成訓練をする先天盲児_{(アメリカ.1918)}

## 原因

＜眼の模式図＞

先天盲の原因としては、小眼球症、未熟児網膜症、網膜芽細胞腫、先天性白内障および発達白内障、先天性緑内障および続発先天性緑内障、先天性角膜混濁、などの疾患やその結果としての眼球癆、種々の感染を起因とする合併症、アクシデントによる損傷、皮質盲などがある。時に見られる白色瞳孔は病名ではなく症候である。定義上は白内障を含まず、原因疾病としては網膜芽細胞腫が最も多く、次に第1次硝子体過形成遺残、そのほかコーツ病(滲出性網膜炎)、未熟児網膜症、トキソカラ症、網膜剥離などがある。

### 原因疾患

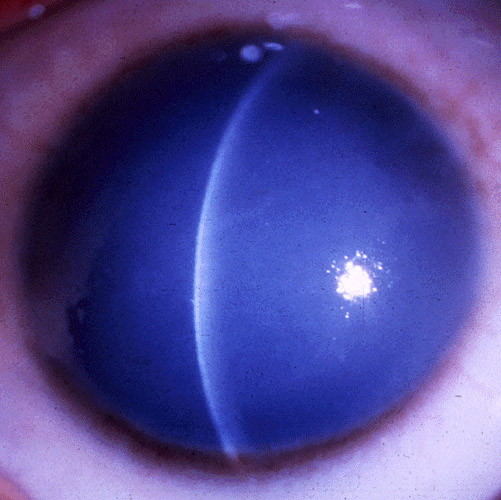
先天性角膜内皮ジストロフィの角膜

各病因は、たとえ同じ病名であっても遺伝性とされるもの、別の病因が考え得るもの、不明なものなど多岐に渡る。
先天(性)緑内障・続発先天(性)緑内障(牛眼)房水(血液の代わりに酸素・栄養を補給する眼内液）は内側から眼壁に内圧を加えることで眼球の球状を安定させている。房水は毛様体から産出され眼球内を循環して通常、前房隅角(角膜と虹彩の境目部分を指す)の線維柱帯を通ってシュレム管から排出され眼圧(眼球壁に対する圧力)を一定に保つが、先天緑内障(発達緑内障のひとつ)では隅角の発達異常によって排出がうまくいかず眼圧が高くなって視神経が圧迫され、最悪のばあい視神経死が生じて失明に至ることがある。遺伝性は認められず、隅角形成異常の原因はまだわかっていないが関係する遺伝子としてCYP1B1が報告されている。また、他の小児眼疾患(未熟児網膜症、網膜芽細胞腫、若年性黄色肉芽腫など)や治療薬の副作用などの要因によって続発緑内障が起きるケースもある。他の先天性全身疾患や眼疾患を伴わない場合を「原発(性)」、代謝異常など全身の先天異常に併発したものを「続発(性)」として分ける。 組織の柔らかい乳幼児では高い眼圧で角膜が押されて拡がり、牛の目のように黒目(多くのアジア人のばあい)が大きくなることから「牛眼(buphthalmia)」とも呼ばれる。牛眼(角膜径拡大)は外見で識別する指標のひとつとなる。
先天(性)白内障・発達(性)白内障眼球の中で主に細かなピント調節の役割を担う透明な水晶体内の蛋白質(主にクリスタリン)の混濁によって起きる(誕生時から濁りがあるものが先天性、成長とともに発現し進行するものが発達性)。原因として、常染色体優性遺伝、染色体異常、子宮内感染（風疹、トキソプラズマ、サイトメガロウイルスなど）、他の形成異常や先天性代謝異常疾患に伴う合併症、眼の外傷などがある。
未熟児網膜症胎児の網膜の完成は36週頃とされるが早産の低出生体重児では網膜の血管が未熟で、そのまま新生血管(血管新生)が発達して自然寛解に至ることもあるが、新生血管が病的な増殖をして水晶体後面へ向かったり、本来の場所とは異なる場所に枝分かれしたりした後この病的新生血管が収縮すると牽引性網膜剥離を起こして失明に至る。スティービー・ワンダーなどの場合、保育器の酸素投与による血管閉塞のあと、酸素濃度の低下により異常血管が増殖し最終的に網膜剥離に至ったと考えられている。本症リスクは在胎週数34 週以下・出生体重1,800g 以下でハイリスク、30週以下・1500g未満(極低出生体重児)で急増、超低出生体重(1000g未満)で86%、28週未満・超低出生体重児ではほぼ100%の発生となる。なお本来の予定日を過ぎても眼底検査などで何も見つからなければほぼ大丈夫だと言われている。
網膜色素変性症(RP)網膜の視細胞(多くは桿体細胞)や色素上皮細胞の変性が原因で、初期には夜盲や視野狭窄などの症状があり、社会的失明(視力0.1以下)に至ることもある(医学的失明-光覚なし-の率は高くない)。日本における中途失明原因の上位であるが、基本的には病気の進行は緩慢で、発症は早期でも学童期であることが多いため、先天盲の原因の上位ではない。原因の半数は遺伝子によるものと確定されているが、孤発(家族に発症例がない)例も多い（ただし弧発例でも何らかの遺伝子異常があってそれが確定されていないだけだという考えもある）。原因遺伝子が多数あるため個人差が大きく、早期発症があっても老年まで良好な視力を保つ場合もあれば、30代から40代に社会的失明となる場合もあり、また同じ原因遺伝子でも症状・進行は同じではない。この病気を含む上位分類として「網膜黄斑ジストロフィー」がある。網膜色素変成を合併するものにアッシャー症候群などがある。
先天性角膜混濁角膜混濁は文字通り角膜(黒目の部分)が濁って光が網膜まで伝わりにくくなり最悪は光を通さなくなる状態。角膜混濁をきたす先天性の眼疾患（あるいは他の先天性疾患に伴う角膜混濁）は複数あり、遺伝子性、発生異常、他の疾患の合併症状に分けられる。
- 遺伝子性：先天性角膜内皮ジストロフィ（英語版）（角膜の内側にある内皮細胞の形成異常）[25][26]など
- 発生異常：Peters異常（英語版）(前眼部の間葉系発育不により全虹彩と角膜が癒着して、角膜中央部が混濁する。一般に遺伝性ではないが時に遺伝の場合もある。妊娠後6-16週(アメリカの定義では10週-16週[27])の間で遺伝子(PAX6やPTX2、CYP1B1など)に異常が生じ発症する。水晶体には異常のないタイプ1と水晶体にも異常のあるタイプ2がある)[28]、強膜化角膜（英語版）(角膜が白濁し強膜(白目)のようになる.遺伝性ではないとされる.)[29]など
- 合併：原疾患として輪部デルモイド(角膜周囲の輪部に良性腫瘍(角膜類皮腫=デルモイド)の白い隆起が先天的にあり、原因はわかっていない。中でも深刻な第3群は前眼部全体を侵す)[30]・先天緑内障、無虹彩症(先天的に虹彩(瞳の部分)が根元以外欠損し、6割が遺伝性でPAX6遺伝子による形成異常で4割が突発性)[31]、先天性代謝異常症などがある。[32]

網膜芽細胞腫小児がんのひとつで網膜に生じた悪性腫瘍を網膜芽細胞腫(または網膜芽腫)という。RBI遺伝子の変異が原因として特定されている（三側性網膜芽細胞腫は、頭蓋内正中神経芽腫瘍の発現によって定義される)。すべての両眼性および片眼性の10 - 15%は遺伝性であるが、残りの片眼性は散発的な遺伝子変異である。眼球の構造上転移しにくく10年生存率は90%と良好で、現在は視覚温存を踏まえた治療が優先されている。
網膜芽腫は小児の自覚症状が出にくい。瞳孔の開きやすい暗部で写真を撮ったとき瞳孔(黒目の中心)が猫のように白く光る白色瞳孔(右:模擬画像)(黒内障性猫眼 amaurotic cat’s eye)や、網膜にできた細胞腫のため眼のピントが合いづらくなり斜視気味になるといった異変に周囲が気づいて発見されることが多い。やむを得ず腫瘍摘出の適応となり眼球摘出が行われたときには手術を受けた方の視力が消失する。
小眼球症眼球のサイズが生まれつき小さい病気。＜真性小眼球＞＜相対的小眼球＞＜眼疾患に伴う小眼球＞の3つに分けられる。＜真性小眼球＞は眼の構造を保っているがサイズが小さいもので、年齢によって正常眼軸長が定められており(基準値は日本人と西洋人で異なる)、正常な眼球容積の2/3以下であれば真性小眼球とされる。＜相対的小眼球＞は、眼球の前部が小さい相対的前部小眼球と、眼球の後部が小さい相対的後部小眼球に分けられる。＜眼疾患に伴う小眼球＞の前駆疾病はいろいろあり、先天性ぶどう膜欠損症・第 1次硝子体過形成遺残・先天白内障・未熟児網膜症・シュワルツ・ヤンペル症候群など多様である。ICD10では小眼球症の下位分類として眼異形成・眼球形成不全・痕跡眼・小眼球・潜伏眼球・超微小眼球の6つをあげている。それらには無眼球や先天性嚢胞眼(胎内の発育過程で最終的には消失すべき管・溝が部分的に残る)などが含まれる。眼形成不全など発生異常によるものの中には原因遺伝子が特定されたものもあるが、多くは原因不明である。
視神経萎縮視神経萎縮とは、種々の原因・病態で発症する視神経症の終末の姿で、視神経節細胞軸策の廃用に至れば視力喪失となる。視神経萎縮を引き起こす視神経症には複数の分類(特発性視神経炎,抗アクアポリン4抗体陽性視神経炎,虚血性視神経症,圧迫性視神経症,外傷性視神経症,中毒性視神経症,遺伝性視神経症,その他)があるが、全体の1-2割は原因不明である。事故・外傷（による神経損傷や血管障害）・中毒(医薬品・シンナー・農薬など)・病気の併発(緑内障,血行循環障害,視神経脊髄炎,膠原病,ウォルフラム症候群など)といった多様な原因による視神経症の末期状態としての神経萎縮を、検眼鏡的な所見による分類と原因を結びつけると、単性萎縮（視神経炎・外傷・腫瘍・循環障害・脊髄癆・薬物中毒など）、炎性萎縮（視神経乳頭炎や鬱血乳頭）、緑内障性萎縮（緑内障）、網膜性萎縮（網膜色素変性など）、遺伝性萎縮（Leber遺伝性視神経症・優性視神経萎縮(Kjer型視神経萎縮)となる。2005年の日本の盲学校(視覚特別支援学校)在籍者の調査で視覚障害原因3位であった(#小児の失明に関する統計表参照)。多くの発症は10代から高齢の間であるが、若年層でもレーベル遺伝性視神経症や、優性遺伝性視神経萎縮、Leigh脳症、Tay-Sachs病、Niemann-Pick病、Krabbe病、先天的に視神経乳頭が小さいなどの要因から神経萎縮に至ることがある。神経萎縮に至った場合治療は困難で難病指定を受けており、萎縮に至る前での神経保護治療、視力障害に至った場合は、幹細胞による網膜再生治療、人工視覚(臨床実験段階)の研究開発が行われている。
Leber先天(性)黒内障(Leber's congenital amaurosis(LCA))レーベル（レーバー）先天(性)黒内障は遺伝子異常による視覚障害である。眼球には異常がなく、眼底検査でも異常が見つからない場合があり、最終的には網膜電図検査によって確定する。原因は網膜色素上皮細胞(RPE)内のRPE65の変性によるもので、変異をひきおこす遺伝子が13個見つかっている。ミトコンドリア遺伝子変異によるレーベル病(レーベル遺伝性視神経症)とは異なる。古い文献で見受けられる黒内障（[黒そこひ_底翳）は、眼球や眼底に異常がないのに視力障害があるものの総称であって特定の眼病を指す言葉ではない。レーベル先天黒内障以外で黒内障という語が含まれているものに一過性黒内障、黒内障性猫眼、家族性黒内障性白痴(2009年10月に傷病名としては廃止)などがある。
色素失調症色素失調症(ブロッホ・サルツバーガー症候群：Incontinentia pigmenti(英語),Bloch-Siemens syndrome)は眼病ではなく主に皮膚に症状があらわれ、母斑症の下位分類となるが、眼にも様々な病変（斜視、先天白内障、視神経異常など）が起きることがある(発生率約30%)。特に深刻なのが網膜病変で、異常血管の新生・眼内出血・網膜剥離などから最悪の場合失明に至ることがある。網膜の異変が未熟児網膜症と類似しているため鑑別診断の対象ともなる。遺伝疾患で男児では流産の確率が高く、罹患児の多くは女児である。網膜剥離のリスクは乳幼児で最も高く6歳以降の発生はほぼない。先天的な遺伝子異常であるため根本的な治療法は今のところなく、皮膚病変に対しては外用療法、臓器異変に対しては対症療法、網膜剥離に対しては光凝固など未熟児網膜症と同様の治療となる。

### 外因
感染 (ウイルス・細菌・寄生虫)
TORCH症候群、トラコーマ、風疹、水痘、猩紅熱、麻疹(はしか)、淋病、オンコセルカ症(河川盲目症)、有鉤嚢虫、目の帯状疱疹など。角膜白斑は、感染症角膜炎のほか外傷でも角膜の傷がもとで角膜混濁を起こす場合があり、角膜移植の対象疾患として上位に位置する。
薬物
アルコール、ワーファリン、サリドマイド、殺菌剤ベルミルなどが小眼球の原因になる場合がある。
スティーブンス・ジョンソン症候群は種々の抗てんかん薬、一部薬剤(アロプリノール等)の副作用のほかいくつかの被疑薬(抗生物質)など、薬剤投与が発症の80%とされる重症薬疹である。角膜移植が予後不良なため、培養粘膜上皮シート移植の適応として治験・研究されている。
外傷
外傷(事故・過失、まれに自傷)による失明は、小児の片眼失明の上位を占めている。転倒・落下などで鋭利なもの（ハサミ・箸など）が眼球に刺さる穿孔性眼外傷、強度の打撲によって強膜が破裂する眼球破裂、眼球になにかが飛び込んだり入ったりする眼内異物、スポーツ外傷などがある。とくに幼児の場合、訴えが少なかったりわからなかったりするため注意を要する。
栄養不良
角膜軟化症(Keratomalacia)は主としてビタミンA欠乏症の症状のひとつであるが、蛋白・カロリーの欠乏・麻疹(はしか)・肺炎などの全身状態悪化によっても発症あるいは重症化する。
別名の乾性角膜炎(Xerotic Keratitis)・眼球乾燥症(Xerophthalmia)からも判るように角膜の乾燥が特徴であり進行すると混濁を起こし、乳幼児の場合は二次感染から角膜穿孔が起きて失明に至ることもあって、開発途上国では今でも乳幼児の失明因として一般的である。現在、日本での失明ケースはほとんどないとされるが、かつては脾疳（ひかん)と呼ばれて死亡率も失明率も高い病いであり、1987年にも角膜軟化症によって失明した12歳の少女への開眼手術（虹彩切除）が報告されている。

## 保有視覚(残存視覚)
1932年にM・フォン・ゼンデンが過去の先天盲開眼者の手術報告を66例集めて分析した本を出版した。ゼンデンは、患者の手術前の視覚状態が手術直後の視覚体験と関わると分析し、開眼前の保有視覚(残存視覚、Restsehen)を3群に分類した。
| 第1群 | 明暗だけを知覚（明暗弁または光覚弁）光源の方向を正しく指示し得る場合を含む |
| 第2群 | 明暗と色彩を知覚（色覚弁）                                                 |
| 第3群 | 明暗と色彩と形(Gestalt)を知覚                                              |

この分類は、ほかにも目の前で動く手の動きがようやく分かる'眼前手動弁'や指を近づけてその本数の変化を認知する'○cm指数弁(○は目と指の距離:例えば30cm指数弁'などいくつかの弁別種も加え、先天盲の状態を表す指標として用いられるようになった。また、視覚回復の過程で開眼前と開眼後を当事者が比較して違いを言語報告することで先天盲の視覚世界の様相を晴眼者が推測する手がかりも与えた。この方面では日本の知覚・認知心理学者の鳥居修晃や望月登志子らが研究を深めている。また、工学系の若手研究者による先天盲を対象とした近年の色彩語空間の研究では、先天盲の色空間は晴眼者が作った知覚的色空間とかなり異なった色空間構成であり、色相環のようなものは存在しないことが改めて確認されたうえで、鳥居・望月(2000年, p. 83-87)の研究に触れて「白」「赤」「黒」の3色彩語は概念が成立しやすいのではないかと述べている。

## 先天盲児の交信活動
対人交信行動において晴眼児と先天盲児との間にどのような差異があるのか（またはないのか）について鳥居・望月たちは主に、母子間の結びつき、および盲児自身の表情表出のふたつを検討した。初産の母親(乳児が晴眼児）への聞き取り調査によると、母親の視線を乳児が受け止めて、見つめ返し(視線の交差)たり微笑したりすることで母親は保育の苦労への「報いられ」感情が湧き、自分が見ているだけではなくこどもからも見られていることに気づくと‘見知らぬ他者，という隔たり感が消えて、子との結びつき感による‘強い愛情，へ変わる。これに対し、まだわが子が盲であることに気づかない時期の母親が乳児からの視覚的応答を得られないと‘拒絶感，や‘母子交信の喪失感，に襲われることも少なくないことが報告されている。また、我が子のこういう行動(非行動)から母親が我が子の視覚障害を最初に発見することになる場合も多いのである。
一般に、乳・幼児期の表情発信行動において晴眼児と先天盲児の間に大差があるとは考えられていない。
| 「先天盲の生後3ヵ月児は母親に話しかけられると眼振がとまり, 微笑みながら声のする方向に顔を向けた」(Freedman,1964) |
| 「10歳の盲児はとてもうれしいときには笑顔を見せ, 怒りがこみ上げてくると額にしわを寄せたり, 口をとがらせて頭を後ろにのけぞらせた」(Goodenough,1932) |
| 「泣き叫ぶときには床を踏み鳴らしたり, 首を振り, 手で相手を押しのけるなどの拒否動作をするし」人見知り期(7-9ヵ月頃から)には知らない人間から「顔をそむけるなど恐れの表情を示し」、「視覚の欠損は必ずしも基本的で自発的な表情の表出様式を制限してはいないように見受けられる」(鳥居・望月,2000) |

ただし個人差はあるにせよ、晴眼児との差も報告されている。
| 笑みの表情が加齢にともなって減衰する傾向を示した（教師や看護者の働きかけで甦る). (Tompson,1941)                                              |
| 顔の筋肉制御が不十分なためか, 時々しかめ顔のような過剰な表情運動が発現.(Mackenson,1965)                                                      |
| 表情に限らず、全身的な表情放出の模倣が不完全。拒否ジェスチャーは色々見受けるが「受諾・肯定」を表すうなづき動作が見られない.(鳥居・望月,2000) |

こうした表出様式の微妙なニュアンスの違いは、視覚や聴覚(盲聾者の場合)の障害に伴う社会的経験の不足や学習機会の欠如から(晴眼者からみれば)大げさな動作を洗練させることが生育過程で充足できなかったことによるとも見られている(Eibi-Eibesfeldt,1967;Morris,1977)。

## 盲状態の研究・考察
- 障害物の認知

アメリカで1940年台にコーネル大学・心理学研究室のカール・M・ダレンバック(Karl M. Dallenbach)たちは、盲人による物体との距離認知について一連の実験心理学的研究を行った。
この研究テーマは18世紀の哲学者ディドロが『盲人書簡』(1749年)で盲者の特性のひとつとして障害物察知能力の高さに触れた事に端を発する。
ダレンバックたちはこれが事実なのか、それはどうメカニズムによってなのかといった問題について、先天盲者および対照群の視覚健常者を被験者として一連の研究を行った。耳を覆った時と何もしない時など一連の実験を行ったダレンバックたちは、盲人たちの障害物（壁）に対する鋭敏な認知は、皮膚の鋭敏な触覚神経による感知ではなく、音に対する耳の鋭い感知力（反響音や周波数の変化への鋭い感知力・一種の反響定位）に起因すると推定した。

## 治療
先天(性)緑内障・続発先天性緑内障眼圧降下薬はいまのところあまり効果がなく、線維柱帯切開術の適応となる。眼圧コントロールとは異なるアプローチとして視神経の細胞死を防ぐ神経保護治療の研究が行われている。
網膜色素変性症(RP)今のところ根治療法は確立されておらず、進行を遅らせるなどの対症療法が主である。対症療法には視野障害、視力障害に対するロービジョンケアとして遮光眼鏡や単眼鏡、薬(暗順応改善薬・末梢循環改善薬・末梢神経障害改善剤など)による進行遅延・症状緩和、低視力者用の各種補助器具(拡大読書器・活字文書読上げ装置)などがある。研究中のものとして遺伝子治療、網膜移植、人工網膜さらに代替レチノイド、神経保護剤、網膜再生などがある。2014年にランセット誌に、イギリスで先天性脈絡膜欠如に対し、網膜へ人工的に作られた正常遺伝子を（不活性ウイルスを使って）届ける遺伝子治療が成功したことが発表され、網膜色素変性症への応用が期待されている日本では、日本独自に開発されたSTS(脈絡膜上経網膜電気刺激)法を使った人工網膜（人工視覚システム）の埋め込みによって2010年に失明した網膜色素変性患者2名が箸箱を認知し掴むところまで至っており、読書可能な人工網膜の実用化を目指した開発/研究がすすめられている。
未熟児網膜症進行の緩やかなI型は自然治癒することが多いが、無血管であるべき網膜中心部(黄斑)との境界部に新生血管発生(第3段階）の所見が得られた場合治療が検討される。急激に進行するII型(超低出生体重の時に多い)で3段階まで至れば直ちに治療となる。治療としては、光凝固術(まだ新生血管の伸展がない中心との境界をレーザー照射で焼きつけて新生血管の促成因子放出を抑制)、あるいは冷凍凝固術(眼球の壁ごと網膜を冷凍して癒着させ剥離を防ぐ)、進行によっては強膜輪状締結術(剥離の元となる裂孔のある強膜の外側にシリコンなどの柔らかい素材のバックルを縫いつけて、眼球を凹にへこませ、剥がれている箇所を圧迫して接着させる)、硝子体切除手術(網膜を引っ張っている硝子体箇所を切除したのち眼内に特殊なガスを注入して網膜を内側から押しつける)を組み合わせて行う。抗VEGF療法(抗血管内皮増殖因子(VEGF)薬を使った治療)にも期待がかかっている。
先天(性)・発達(性)白内障先天(性)白内障の場合、放置すると失明、視力の発達が阻害されて形態覚遮断弱視に至る可能性があるので早期発見・早期手術が原則となっている。乳児期には一般的に、混濁した水晶体と硝子体前部の切除術を行う。乳児の手術では眼内レンズは使用せず、水晶体を全切除し、無水晶体眼にして、術後にコンタクトレンズや無水晶体用眼鏡、片眼だけの手術の場合は健眼遮閉(健常な眼をアイパッチで隠すことで悪い眼の方を使わせる訓練-左右の目の視力度数の差があると斜視など新たな問題が起きる可能性がある)などで視力の矯正する。生後10 週(両眼混濁）、生後6 週(片眼混濁)までに手術を行い、術後の視力矯正を適切に行うと良好な視力の発達が得られることが多いが、手術後に発達白内障、緑内障や網膜剥離などが続発することもあるので定期的な検眼と管理が必要となる。1 - 2歳以後は、眼内レンズの挿入も可能となるが、成長に伴ってレンズの度数が合わなくなるためコンタクトレンズ・眼鏡による屈折矯正する。特に視能訓練による視力の発達促進は大事である。
先天性角膜混濁周辺部角膜が透明な症例では、周辺虹彩部の光学的虹彩切開が行われることがある。両眼性の場合、角膜の移植手術を行いその後は弱視訓練（視能矯正）が治療法となる。ただし小児では手術後の合併症発生率が高く技術的難易度が高いため、日本での手術例は少ない。強膜化角膜は合併症の危険性が高く角膜移植の適応となっていないが、再生医療の分野で自家培養角膜上皮の治験が始められている。
網膜芽細胞腫QOL(クオリティ・オブ・ライフ)の観点から眼球温存療法が最も望ましいことはいうまでもない。主な保存療法として、放射線療法(小線源治療)・小さい腫瘍に対する凝固療法(レーザーによる光凝固、冷凍凝固)・化学療法（局所治療および全身化学療法）などがある。眼球摘出の基準は施設によって異なっているが一般的には、すでに視力を侵している巨大化した悪性腫瘍、小児(乳児)の受容力を越える強い痛みがある場合、視神経がもう浸潤されている場合、同じく前房浸潤などが適応とされている（悪性腫瘍部だけの切除は転移の危険性が残るため網膜細胞芽切除は眼球摘出となる）。全身麻酔下で30分から1時間ほどの手術で、術傷が治ったあとは、義眼装用が可能になる。術後も定期的な検診が必要とされるが、特に遺伝性の場合、二次がんスクリーニングとして定期検査は必須となる。
小眼球症小眼球でも正常視力に発達する場合があるが、重症例の多くでは弱視もしくは光覚なしがみられる。ただし視力発達の見込みや予測は専門医でも困難である。弱視の場合は眼鏡の常用により保有視覚の温存・発達を期する。片眼性では悪い方の眼の視力発達を促したり視力の左右差による斜視を防ぐなどの意味で一日数時間良い眼のほうにアイパッチをすることもある。緑内障や白内障の併発がある場合には治療を行うこともあるが手術は高度に専門的な技量・術後管理が必要となる。義眼は、保有視覚がある場合半透明を使うことが多い。無眼球や保有視覚がない場合、周辺組織の変形発達・萎縮などに対する整容治療として義眼を使う。無眼球児のばあい眼窩の容積拡大のために生後6カ月ほどまで眼窩インプラントを装着するが、傷口が裂けて開いたりインプラントが取れたり眼窩骨の成長に必要な刺激が不足するなど管理上の大変さも避けられない。義眼挿入のために行われることがある外眼角形成手術や結膜嚢形成手術に関して、成人後の外貌を考慮する義眼制作の立場から不適切なケースに対する疑問を呈している制作者もいる。片眼性の小眼球で義眼が使われることも多いが、患児の義眼管理面などで親も負担を負うなど様々な決断が求められる。
レーベル先天盲（レーバー(レーベル)先天黒内障、Leber congenital amaurosis）強い屈折異常(遠視、近視、乱視)があるときには矯正のための眼鏡や遮光眼鏡の着用で視力の温存・進展を図る。2008年から欧米で、異常を起こしているRPE65の遺伝子を置き換える遺伝子治療がはじめられた。経過3年を経た評価では50%で光感受性の回復と視力の改善が見られているが、6-12ヵ月でピークに達したあと低下に転じること、1/4に網膜炎症の副作用が起きるなどより安全な(免疫反応をおこさない)ウイルスベクター調整の必要性、若年層の患者にあまり効果がなく変性の進行を止めるまでには至っていないことなどの課題がある(2015年)。

## 小児の失明に関する統計

### 世界
- 2008年現在、小児失明症患者の推定数140万人、毎年50万人ずつ新しい患者が増えるとの予測がある[101]。
- 麻疹(はしか)は世界(特に開発途上国)で、年間6万例の失明原因となっており、途上国に住む失明児の多くはビタミンA欠乏の状態にある（米国立医学図書館(NLM)2015年）[55]。
- アメリカ国立眼研究所（NEI）は2014年6月の記事内で「未熟児の救命率が急増しているラテンアメリカ・アジア・東欧で未熟児網膜症の小児の失明率は15-30%で、アメリカでは13%と推定される」と述べている[102]

### 日本
- 乳幼児期の失明を含む先天盲の原因疾患について直接のデータではないが、2015年度の調査[103]では全国視覚特別支援学校の児童生徒のうち3～5歳の視覚障害原因は小眼球・虹彩欠損が28.4%、未熟児網膜症が13.7%、視中枢障害が9.8%の順である。

| 原因                                  | 幼児期 3～5歳 | ～学童期 3～12歳 | 全年齢 3～70歳 |
| ------------------------------------- | ------------- | ---------------- | -------------- |
| 緑内障・水(牛)眼                      | 7             | 35               | 174            |
| 小眼球・虹彩欠損                      | 52            | 149              | 267            |
| 視神経欠損                            | 12            | 44               | 81             |
| 屈折異常                              | 2             | 9                | 21             |
| 眼球ろう                              | 0             | 3                | 11             |
| 白子                                  | 3             | 10               | 30             |
| 眼振                                  | 3             | 16               | 36             |
| 全色盲                                | 1             | 3                | 10             |
| その他の眼球全体                      | 0             | 0                | 2              |
| 角膜軟化症                            | 1             | 1                | 0              |
| 角膜白斑                              | 11            | 47               | 69             |
| その他の角膜疾患                      | 1             | 6                | 23             |
| 白内障(含む摘出後)                    | 7             | 30               | 85             |
| その他の水晶体疾患                    | 0             | 0                | 6              |
| 硝子体混濁                            | 0             | 0                | 0              |
| その他の硝子体疾患                    | 7             | 41               | 82             |
| ぶどう膜炎                            | 0             | 0                | 12             |
| ベーチェット病                        | 0             | 0                | 12             |
| その他のぶどう膜疾患                  | 0             | 0                | 1              |
| 網膜色素変性                          | 3             | 50               | 438            |
| 黄斑変性 (錐体杆体ジストロフィを含む) | 0             | 1                | 78             |
| 網脈絡膜萎縮                          | 1             | 5                | 31             |
| 未熟児網膜症                          | 25            | 244              | 514            |
| 網膜芽細胞腫                          | 6             | 33               | 79             |
| 網膜剥離                              | 4             | 20               | 56             |
| 糖尿病網膜症                          | 0             | 0                | 85             |
| その他の網脈絡膜疾患                  | 7             | 33               | 77             |
| 視神経萎縮                            | 7             | 83               | 314            |
| 視神経炎                              | 0             | 1                | 9              |
| 視中枢障害                            | 18            | 68               | 102            |
| その他の視神経視路疾患                | 1             | 4                | 7              |
| 弱視                                  | 3             | 17               | 34             |
| その他                                | 1             | 1                | 5              |
| 合計                                  | 183           | 954              | 2751           |

## 先天盲(及び小児失明)の人物

### 19世紀以前

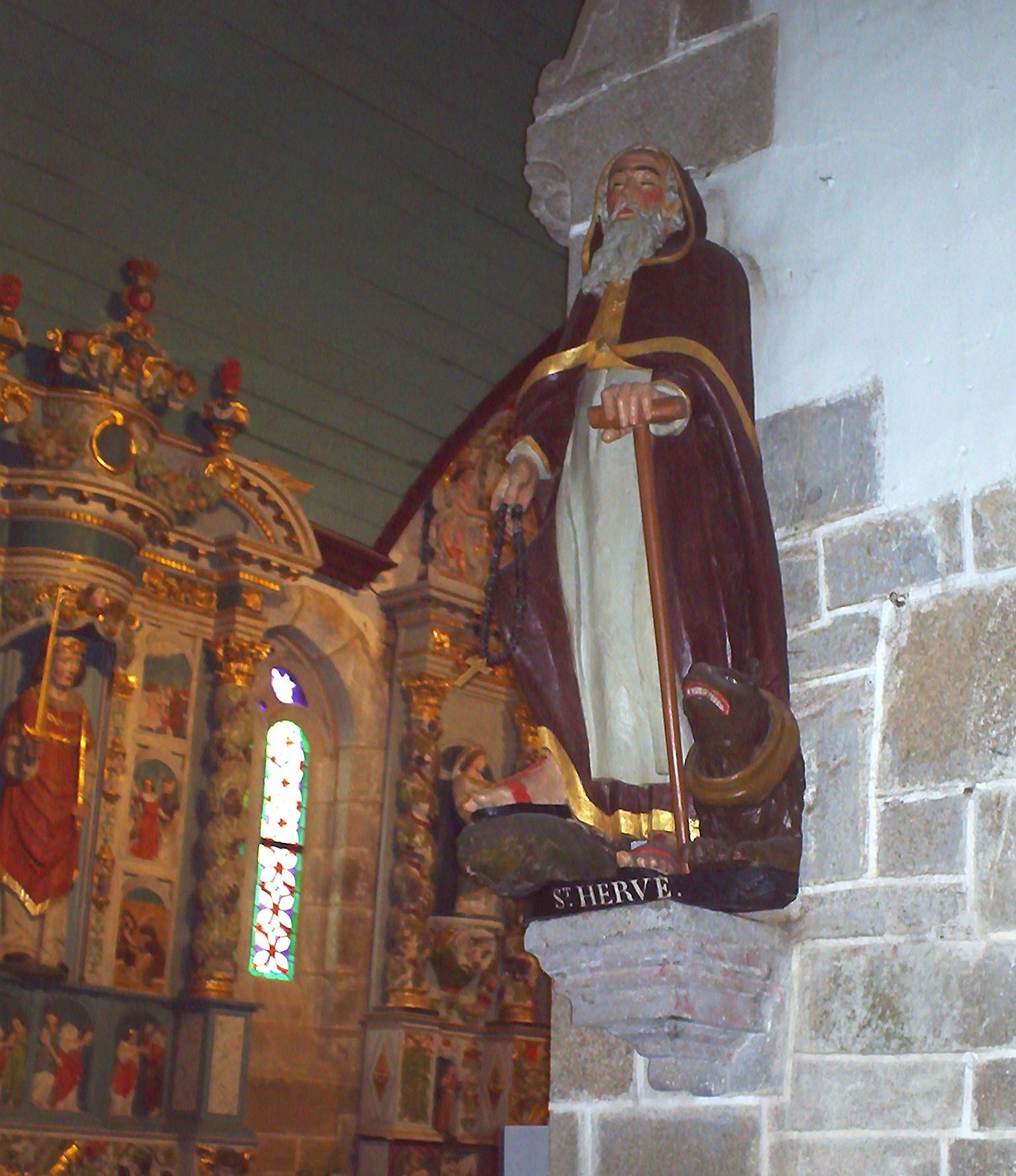
聖ヘルヴェ(Saint Hervé、ヘルバエウス、ハーヴェイ Harvey)は、6世紀フランス・ブルターニュの盲目の聖人。吟遊詩人の息子で生来盲だったという伝承から, 盲目楽士の守護聖人でもある。
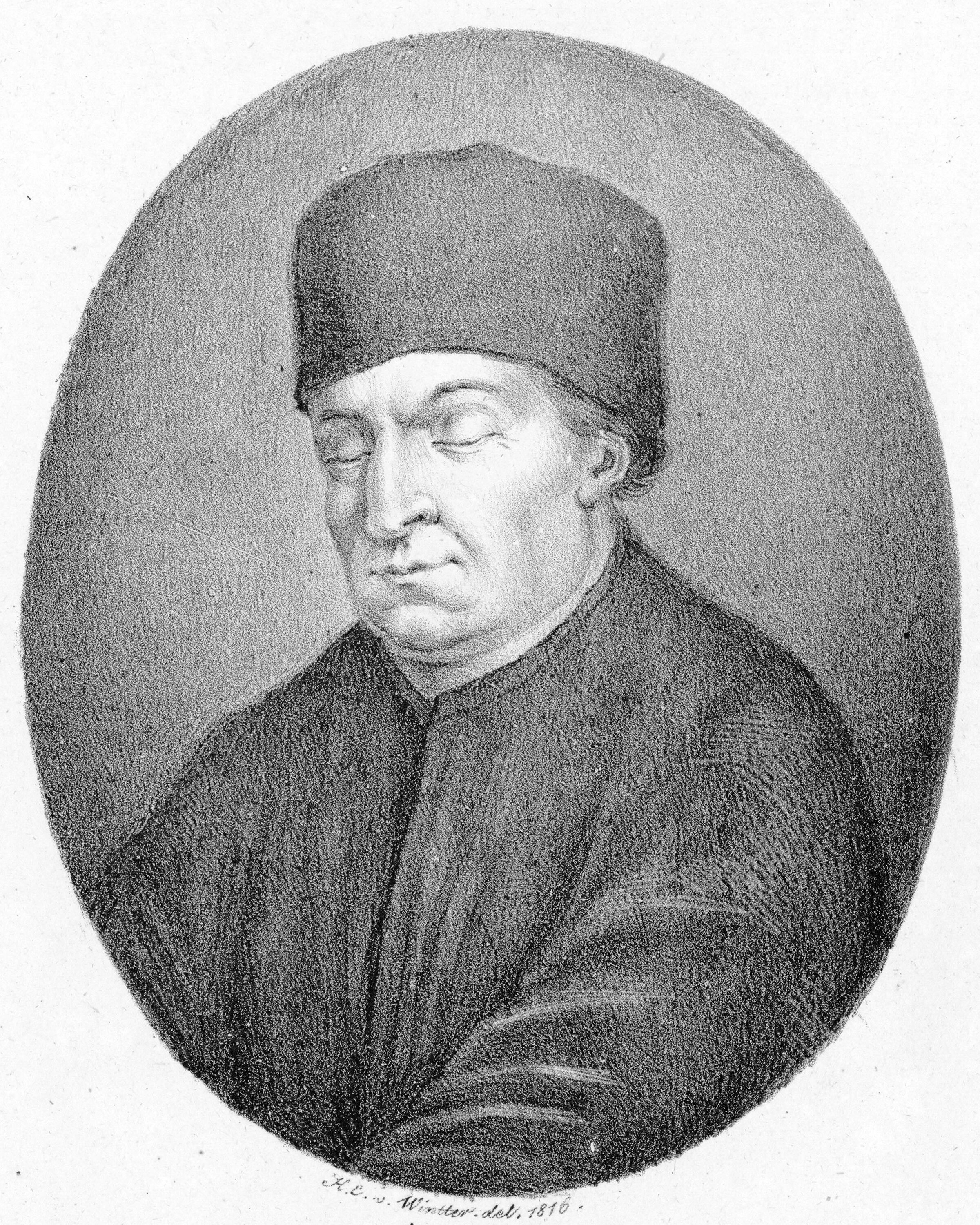
コンラッド・パウマン(Conrad Paumann)は、15世紀ドイツ最大のオルガニスト・リュート奏者・作曲家で、生来盲だったと伝えられている。
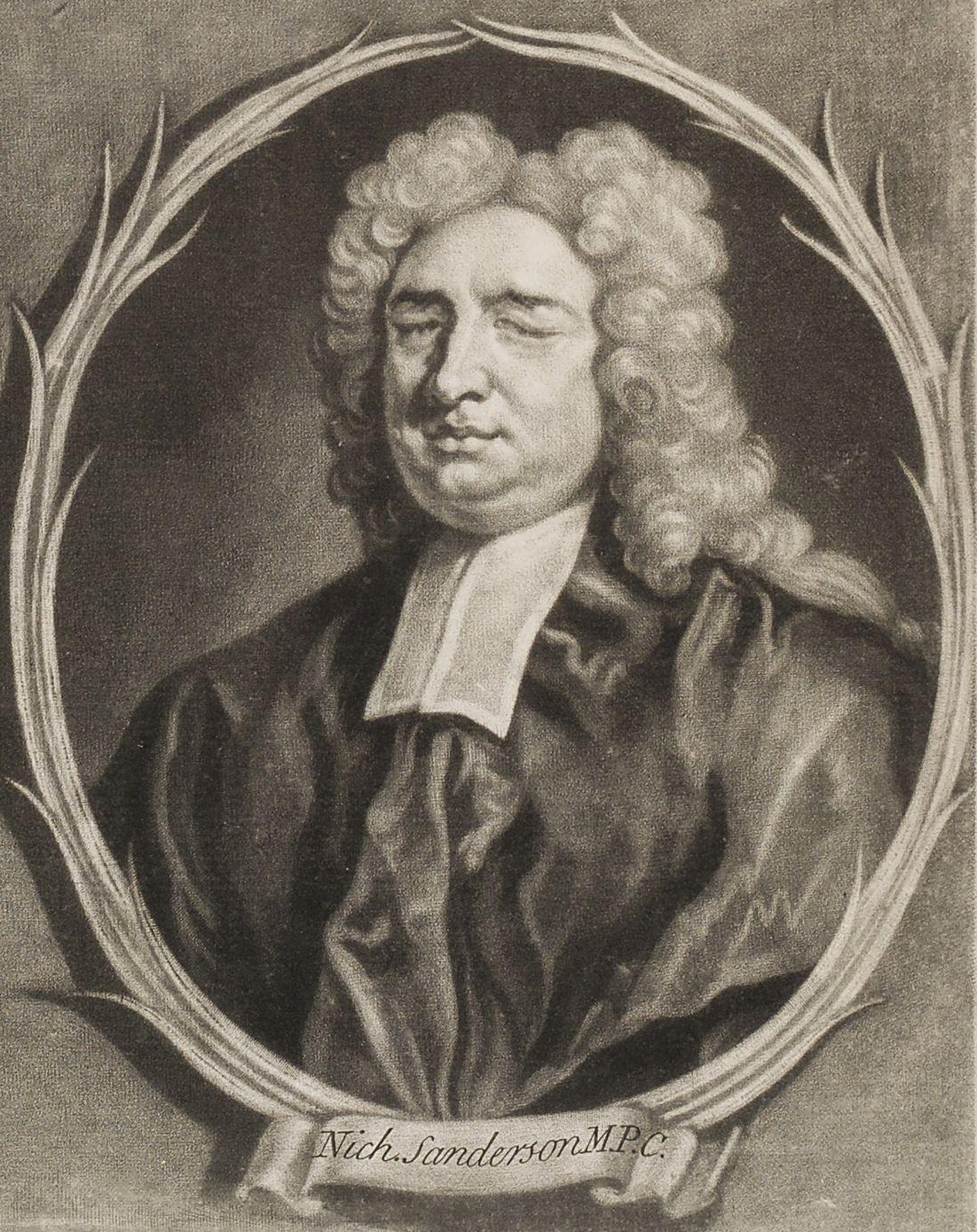
ニコラス・ソーンダーソン（英語版）は、17-18世紀イギリスの数学者で、第4代ルカシアン数学教授(第2代はニュートン)を務めた。1歳の時に天然痘で失明した。
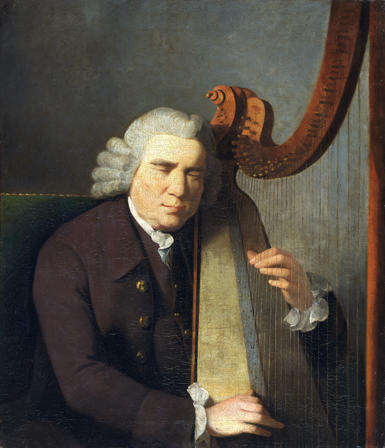
ジョン・パリー(John Parry)はRuabonのブラインド・パリーとして知られる18世紀ウェールズのハープ奏者で、生来盲であったと伝えられる。
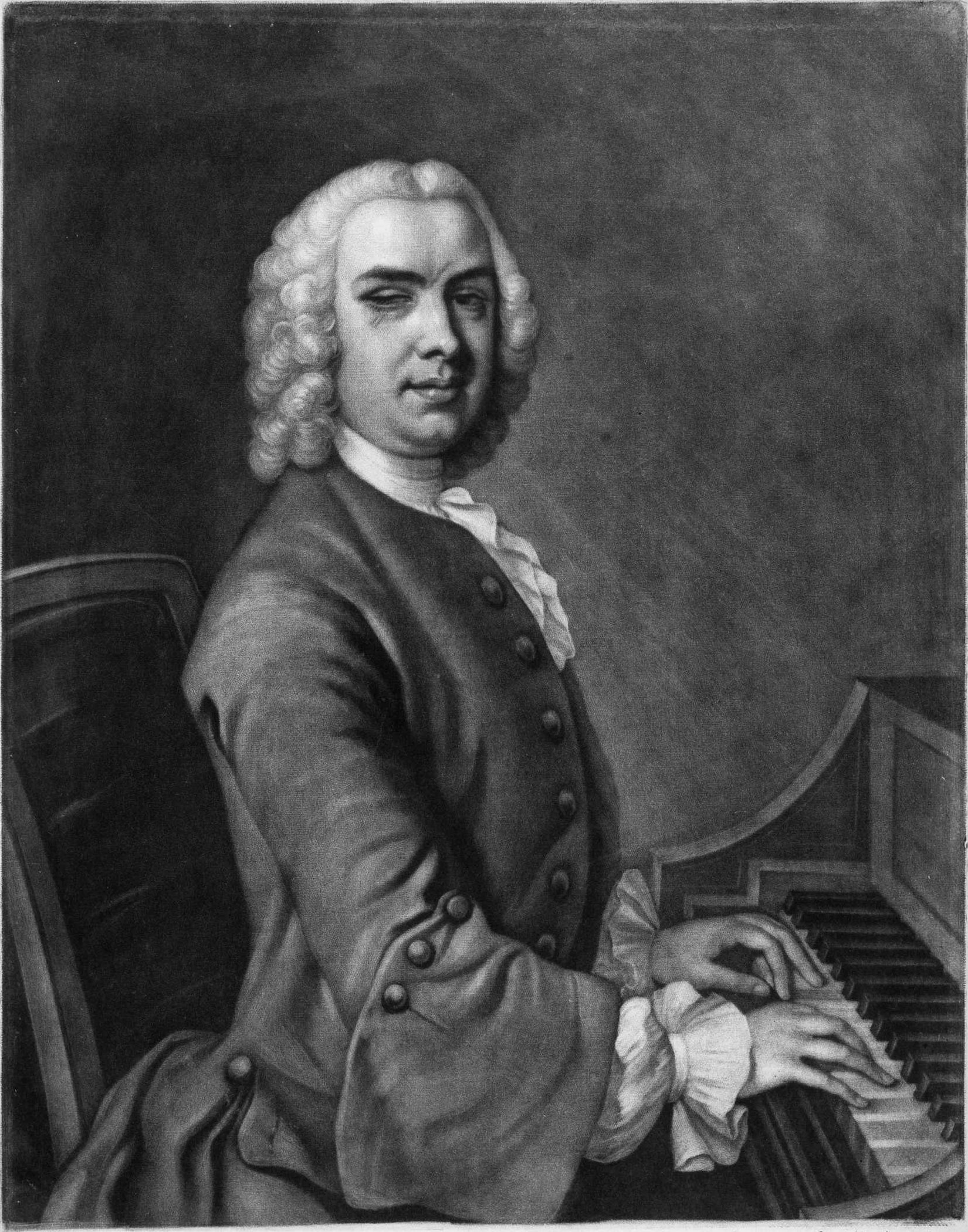
ジョン・スタンリーは18世紀イギリスのオルガン奏者。2歳のとき陶器を持ったまま石暖炉に落ち、陶片か暖炉の灰が目に入って失明した。11歳で由緒ある教会専属オルガン奏者に選出されて、ヘンデルがその演奏を聴くため教会に通った。
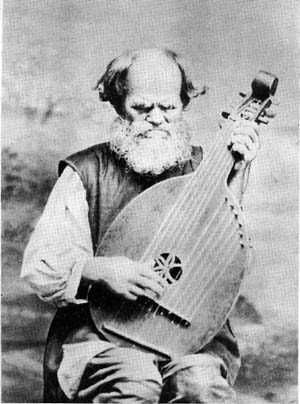
Ostap Veresaiは19世紀ロシアの吟遊詩人。農奴で生来盲のバイオリニストの父のもとで生まれ、4歳のときに病気(病名不詳)で失明。
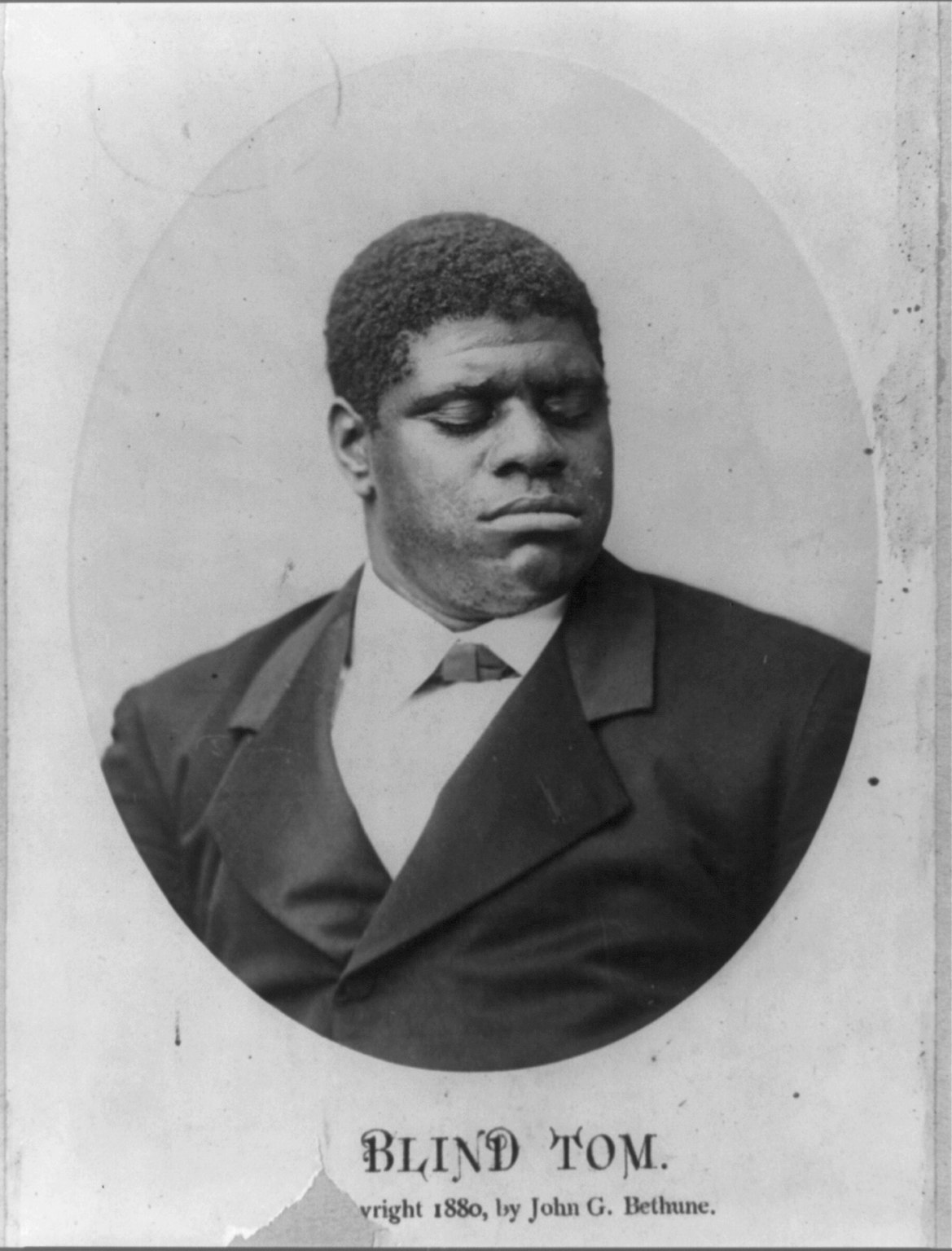
ブラインド・トム・ウィギンズ(en:Blind Tom Wiggins)は、19世紀アメリカの天才ピアニスト。マーク・トゥエインが熱心なファンであった。サヴァン症候群だったともいわれ、生来盲であった。
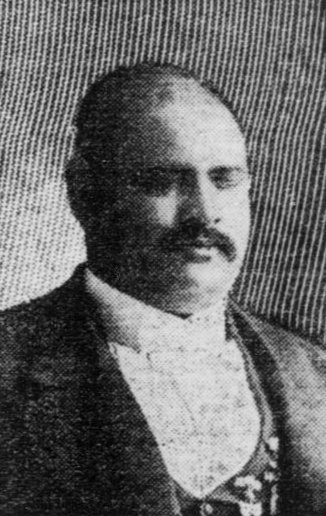
ブラインド・ブーン(en:John William Boone)はブラインド・トムより一回り若いピアニストで、死後は忘れられていたが、20世紀中頃に再評価が進んだ。生後6ヶ月の頃脳炎を起こし、医師から脳圧を下げるために眼球を摘出するしかないと宣告され、処置を受けた。
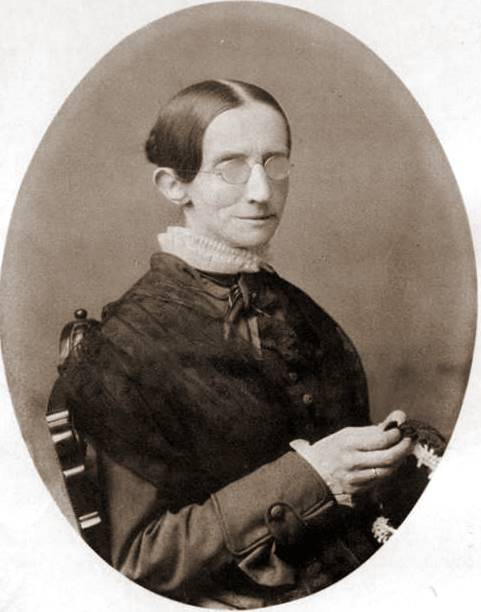
2歳のとき猩紅熱により失明したローラ・ブリッジマン（英語版）は、ヘレン・ケラーより半世紀前に盲聾亜の3重障害を持ちながらアメリカで英語教育をマスターした最初の人物として著明である。(パーキンス盲学校参照)
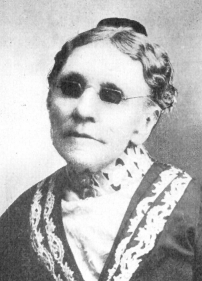
ファニー・クロスビーは生後6週間目に風邪から目の炎症を起こし、その際使われたマスタード湿布によって失明したとされている[註 7]。盲学校卒業後に母校で教鞭をとる傍ら詩人としての評価を高め、特に生涯(94歳没)で5千から9千もの賛美歌を作詞したことで知られる。

### 20世紀以降
外因 (感染症・事故・ほか)

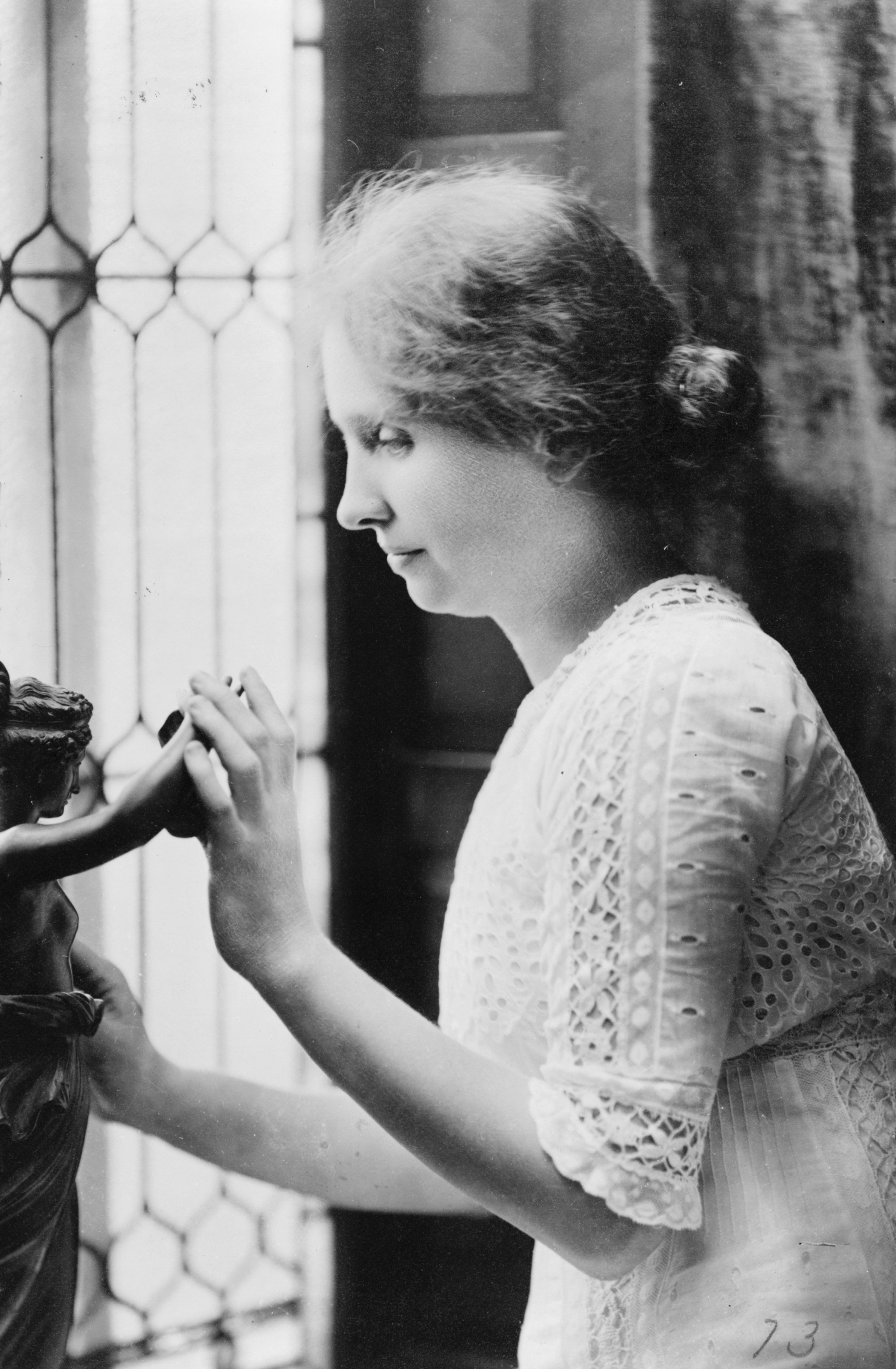
ヘレン・ケラーは生後19ヵ月の時かかった猩紅熱による高熱で結膜下出血を起こし失明したと推定されている
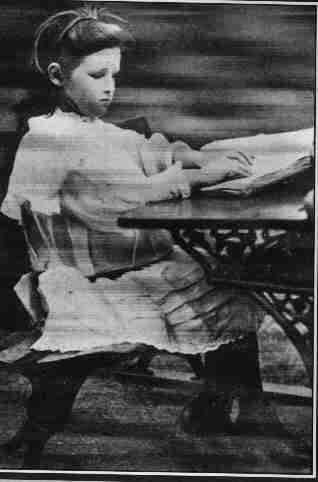
アリス・ベタリッジ(1901年生)は熱病に伴う脳髄膜炎で2歳のとき視・聴力と言葉を失った。若い女性教師によって手話・点字をマスターし、オーストラリア初の教育を身に付けた複合障害児となり"オーストラリアのヘレン・ケラー"ともいわれる
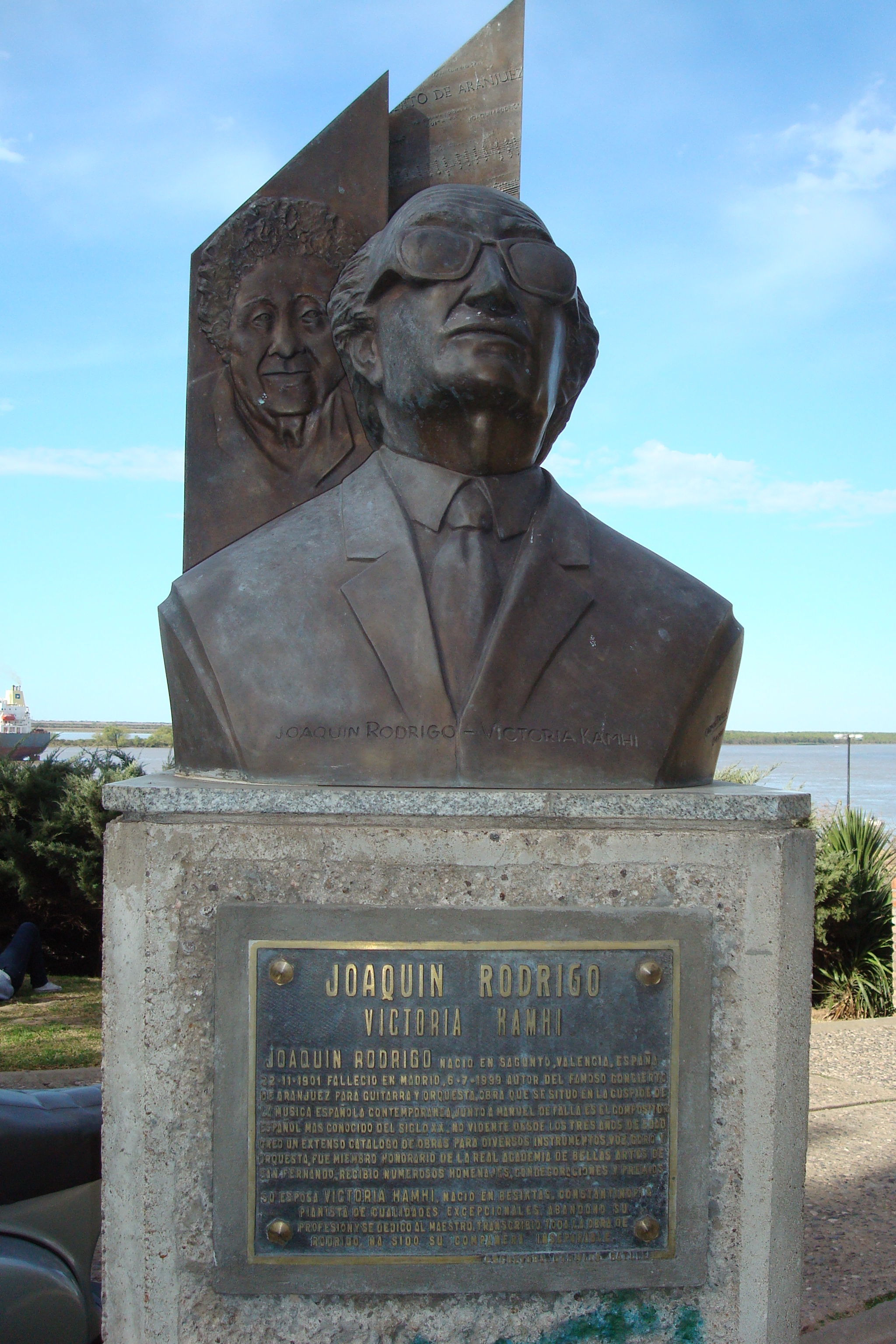
アランフェス協奏曲などで知られスペインを代表する作曲家のホアキン・ロドリーゴ(1901年生誕)は1905年に地元で流行したジフテリアに罹って失明した(失明年齢は諸説ある)。[註 8]
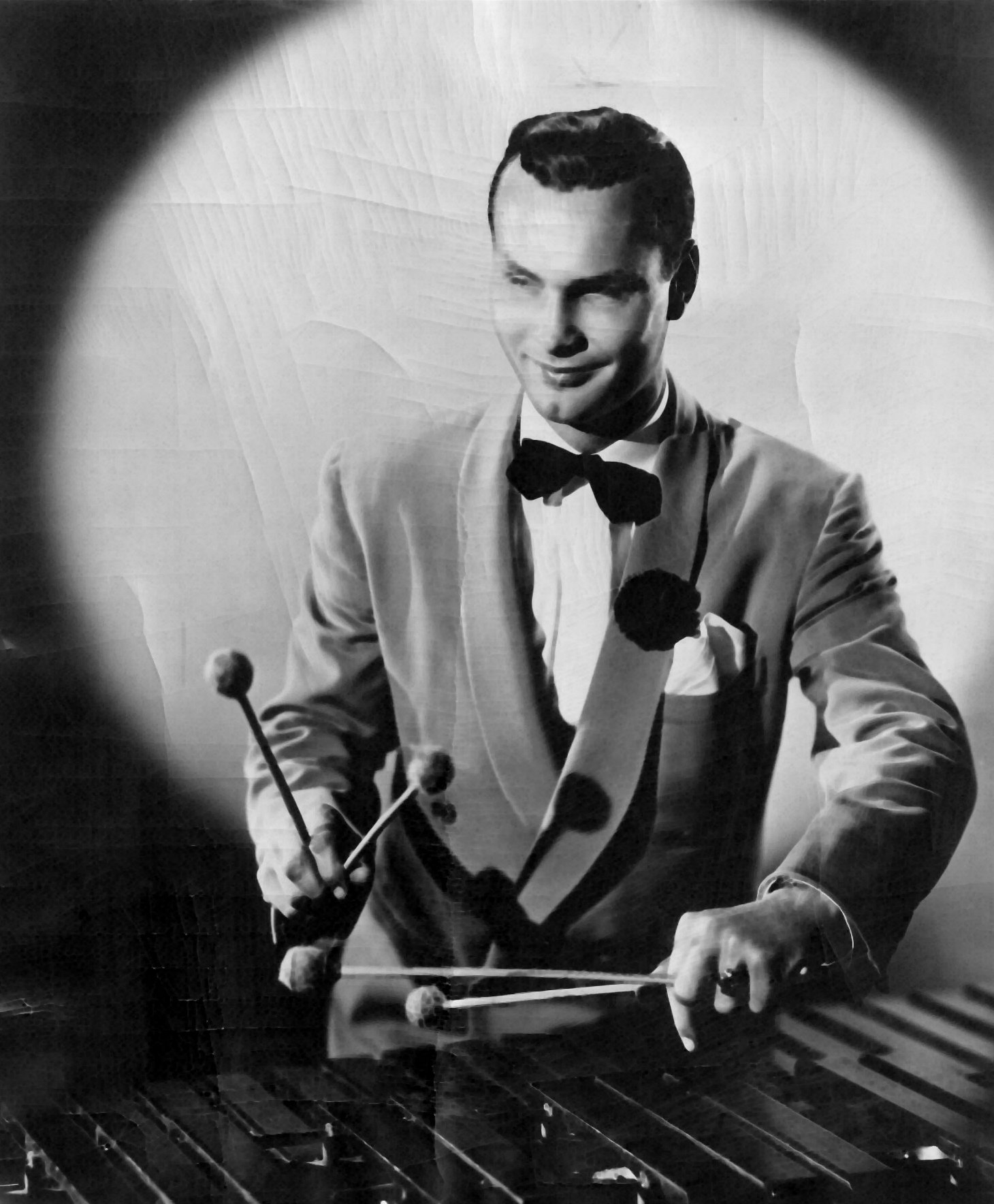
ピアース・ノックス(en:Pierce Knox)は20世紀中盤にアメリカで活躍した木琴・マリンバ奏者。脳脊髄髄膜炎により4歳のとき失明した。
旧ロシア・ウクライナ出身のワシリー・エロシェンコは、モスクワ・イギリス・日本の盲学校を渡り歩き、ビルマでは盲学校教師を務め、北京では魯迅とも交流した文学者。4歳のとき罹った麻疹(ハシカ)により失明している。[110]
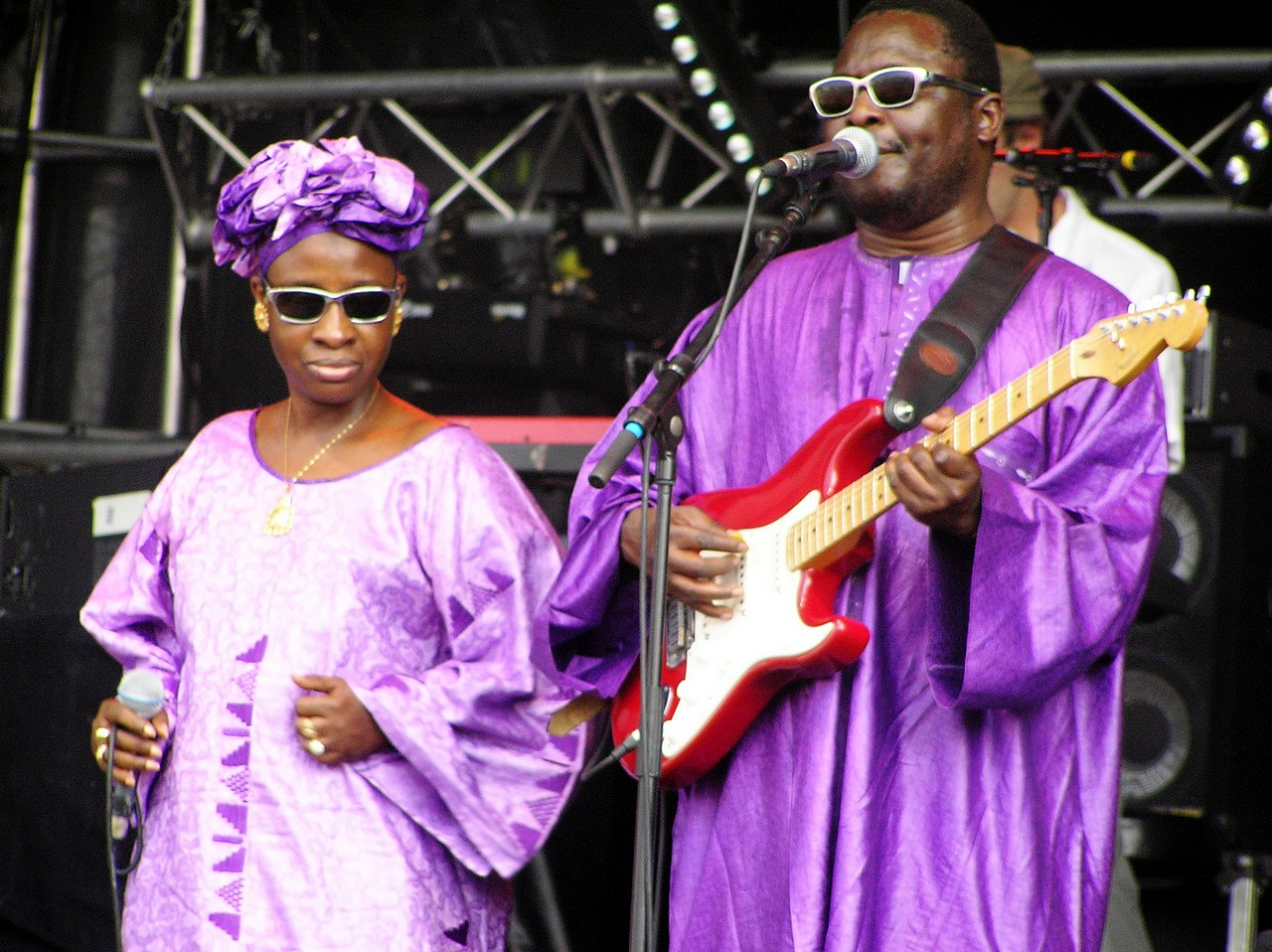
アマドゥ&マリアム(en:Amadou & Mariam)はグラミー賞を受賞したマリの夫婦デュオ。妻のマリアムは5歳の時、麻疹(はしか)の放置で失明した。(夫は16歳で中途失明)
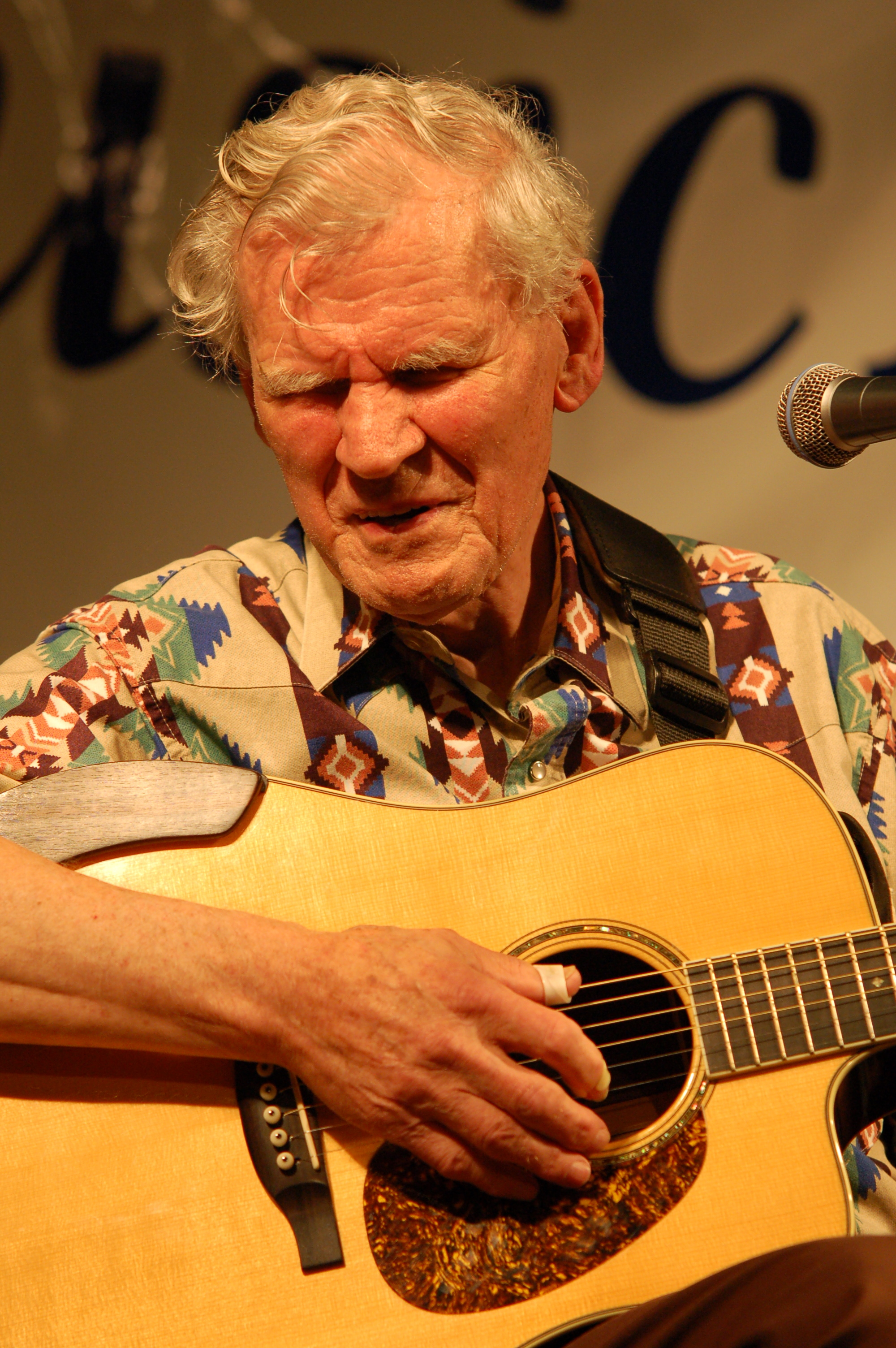
カントリー・ミュージックの大物ドク・ワトソンは、眼の感染症により最初の誕生日を迎える前に失明した。

- ニーニャ・デ・ラ・プエブラen:Niña de la Pueblaは、フラメンコとアンダルシアコプラ（英語版）の世界で最高の女性歌手のひとり。幼児期に眼の感染症と不適切な治療により失明した。[111]
- ローズ・レズニック(Rose Resnick)は、視覚障害児童のための組織「魔法の丘キャンプ」(EHC)を友人と共に始め、その後「サンフランシスコ・ライトハウス」[112]、カリフォルニア障害者連盟（後にローズ・レズニック盲人センター、現在はサンフランシスコ・ライトハウスと合併して、視覚障害者ライトハウス[113]）の設立に尽くした。ローズは2歳の時に麻疹(はしか)で失明した(3歳の時に緑内障が原因という説もある)[114]。ローズの自伝は1976年に邦訳されている[115]。

未熟児網膜症

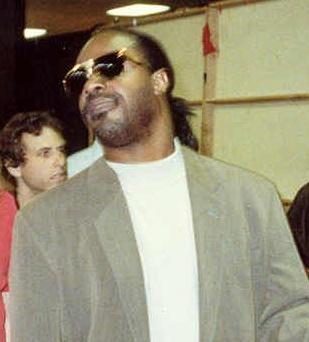
1950年生まれのスティービー・ワンダーは、当時全米的に普及した早産児の呼吸を補助する保育器の影響による未熟児網膜症で失明した。
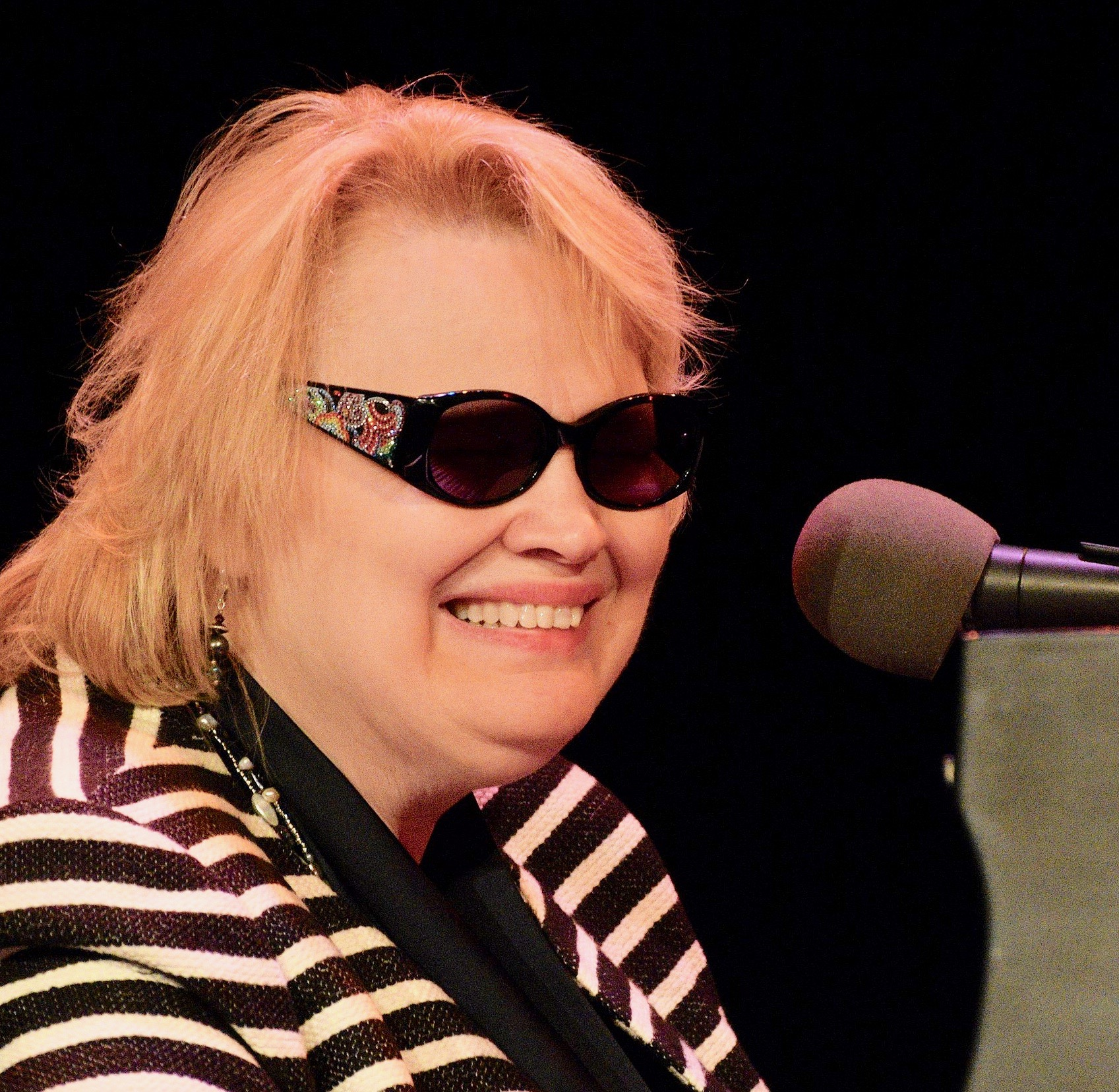
アメリカの高名なジャズシンガー(白人ブルースシンガー)ダイアン・シューア（英語版）(1953年生)もスティービー・ワンダー同様、当時多発していた未熟児網膜症で失明。
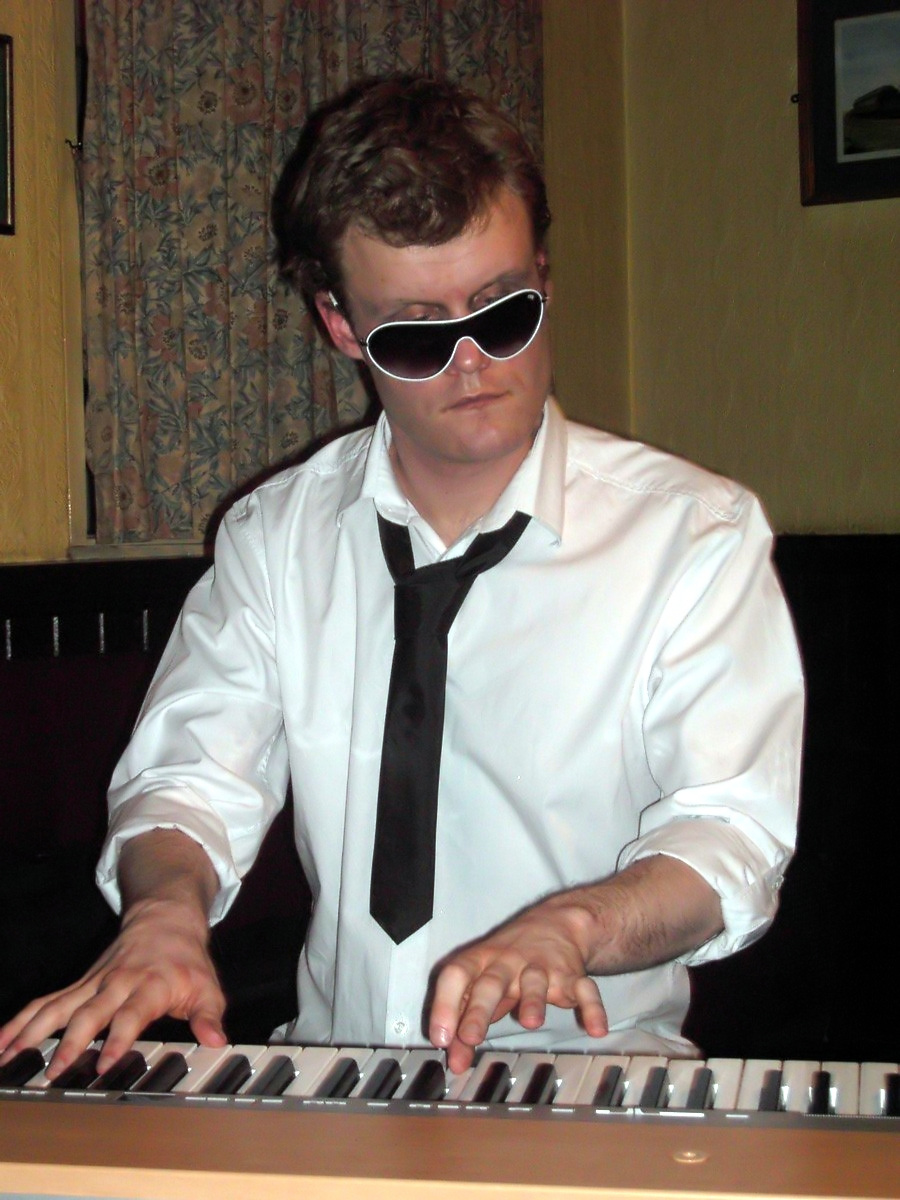
デレク・パラヴィチーニは、1979年イギリスで生まれたサヴァンの天才ピアニストで、未熟児網膜症により失明。
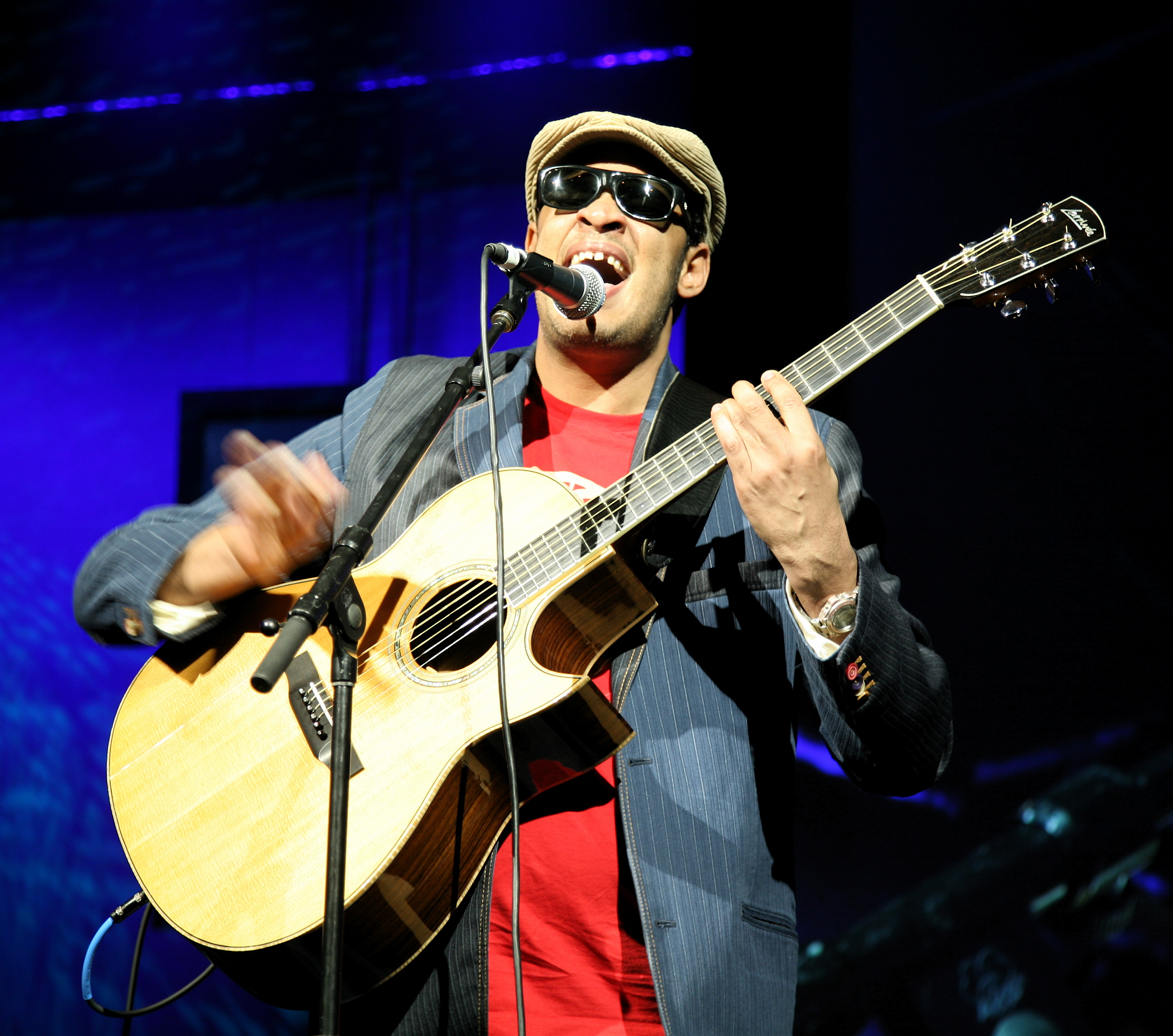
ラウル・ミドン(en:Raul Midón1966年生まれ)はアメリカのソウルシンガー・ギタリストで、双子の兄と共に未熟児網膜症で失明した。

緑内障

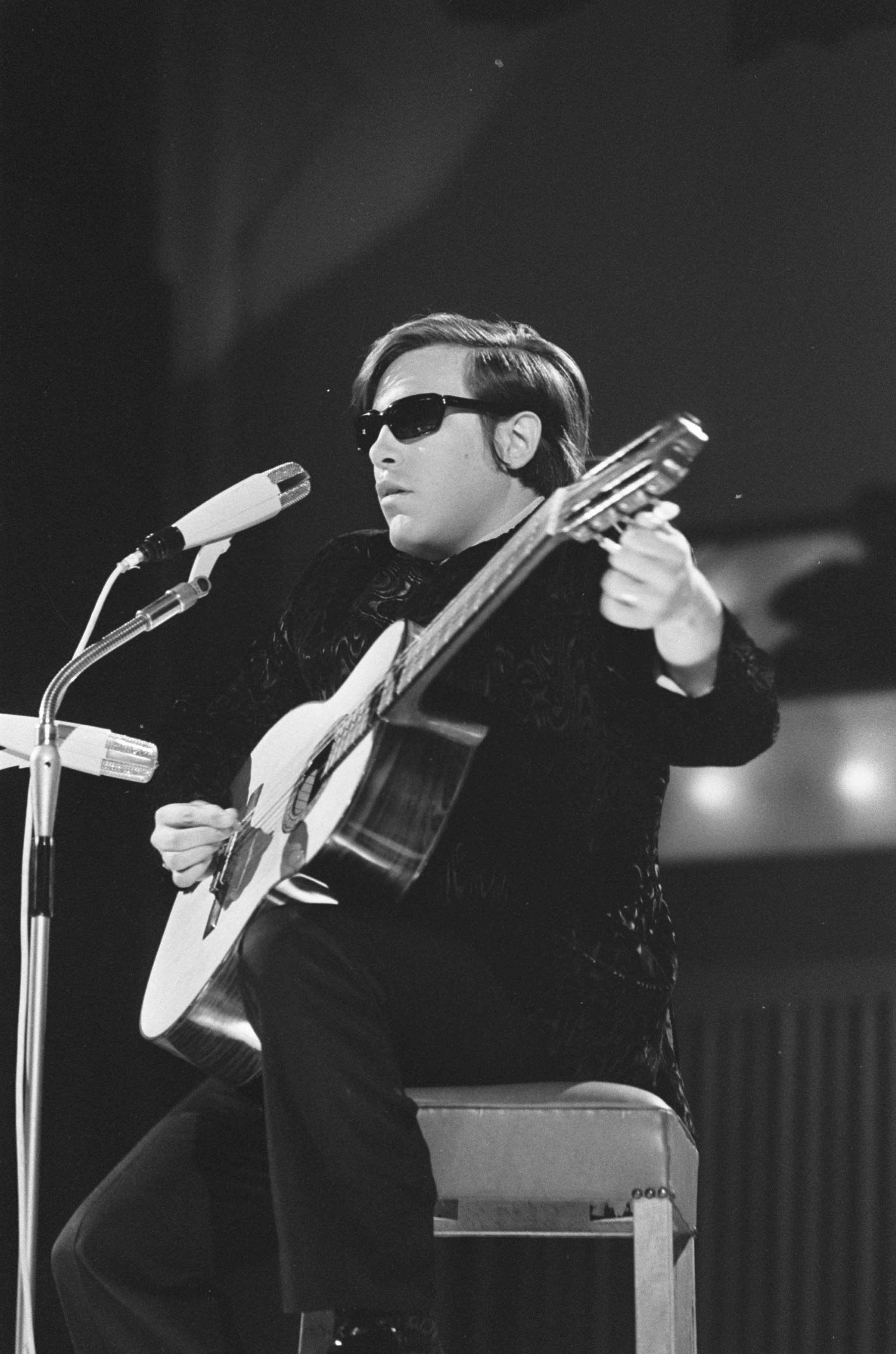
ホセ・フェリシアーノは緑内障で生後まもなく失明した。
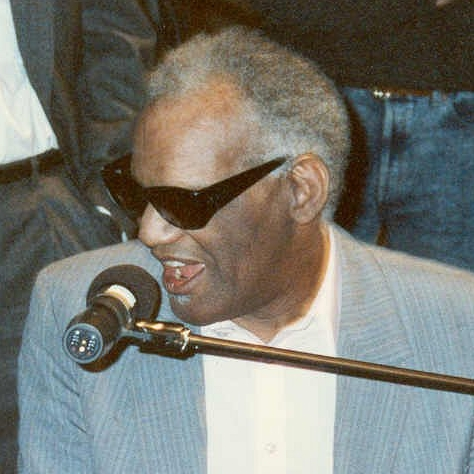
レイ・チャールズは、緑内障で4-5歳頃から視力が低下し、7歳で失明に至った。
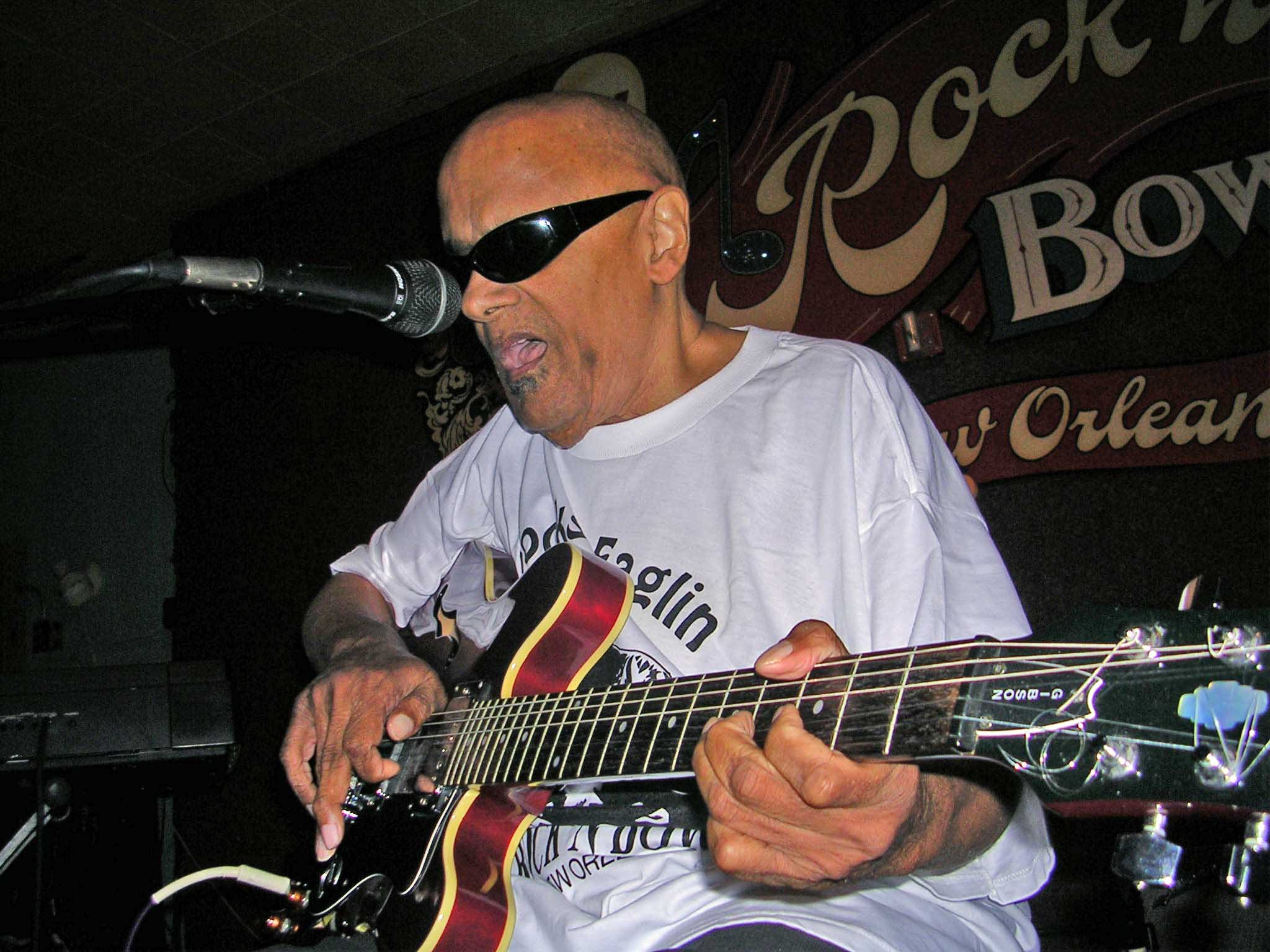
スヌークス・イーグリンは独自のスタイルをもつ1936年生まれのブルースマンで、緑内障と脳腫瘍を併発し19ヵ月で失明。

- ブラジルでも高い評価を受けている日本のサンバ・シンガー・ギタリスト長谷川きよしは、緑内障により2歳半のとき失明した。
- ジョン・アンソニー・ウォール(en:John Wall (judge))は先天性緑内障で8歳頃両眼失明した後、盲学校からオックスフォード大学へ進み、小さな法律事務所の書記から始めて、20世紀イギリスで初の盲人裁判官となった（18世紀には、19歳で失明したのちロンドンで名裁判官となったJ・フィールディングen:John Fieldingがいる）。[120]

白内障
- 小林ハル（1900-2005）は、生後3ヵ月のとき白内障で両眼の視力を失って光覚弁となり11歳で完全失明となった。"日本最後の瞽女"ともいわれ、その唄は無形文化財に認定された。翌年、黄綬褒章授与、晩年には吉川英治文化賞を受賞している。

網膜色素変性症
- エイブラム・ネメス（英語版）（1918-2013）は、アメリカ生まれのユダヤ系移民で、網膜色素変性症と黄斑変性症で生来盲(指数弁)だった。点字教育でコロンビア大学大学院(心理学)まで進んだが元々数学好きで当時なかった数学の点字記号を考案し、後に大学で数学教授となった。

網膜芽細胞腫
- テリー・ケリー（en:Terry Kelly (singer)）はカナダのフォーク・シンガー・陸上アスリートで、カナダ陸上選手権では2つの銀メダルを獲得、アルバムを6枚出しているが、近年は視覚障害と人生についての講演者（スピーカー）としても複数の受賞歴がある。1歳で網膜芽細胞腫の手術を受けたが、2歳の時に両眼とも失明した。[121]

小眼球
- エスレフ・アーマガン(tr:Eşref Armağan、(1953年生)は、トルコの全盲画家。片方の目は生来、レンズ豆程度の大きさの小眼球で、もうひとつの目は通常の大きさだったが遂に視覚機能を備えなかった[122]。エスレフ・アーマガンがどのように脳機能を使って絵を描くかについては、カナダトロント大学のJohn M. Kennedy、Igor Juricevic[123]、ハーヴァード大学のen:Alvaro Pascual-Leoneなどの研究[124]があり、大脳皮質領域の可塑性(機能代替)、共感覚、クロスモーダルとの関連が指摘されている[125][126]。

失明因不詳
- ハンス・オイゲン・シュルツェ（de:Hans-Eugen Schulze）は、幼少期に失明(詳細不明/6歳で盲学校に入学)したドイツの先天盲裁判官(1951-1985年)である。ドイツには視覚障害の法律家が多く裁判官・行政官も多数いるが、ハンスは速記の仕事から身を起こした出世物語により最も著明な盲人裁判官となった。[127]
- ジェイコブ・ボロティンen:Jacob_Bolotin(1888-1924)は生来盲（不明因）で、行商の仕事をしていたが医師を目指して種々の壁を乗り越え、研修医時代には心臓・呼吸器系において他の研修医の手本となるほど聴診器診断で能力の高さを示し、1912年にアメリカ初の全盲医師となった。[128]
- ブラインド・レモン・ジェファーソン（en:Blind Lemon Jefferson）(1893-1929)は、アメリカのブルースシンガー・ギタリストで、当時の制作会社資料において生来盲(born blind)とされている。
- ブラインド・ブレイク（en:Blind_Blake）(1896 - 1934）は、アメリカのブルース・ラグタイムにおける独特のギタースタイルの創始者であり、当時の制作会社資料によれば生来盲(born blind)とされている。
- クラレンス・カーターは、1950-1970年代に活躍した生来盲(born blind)のソウル・シンガー。

（en:Category:Blind academics、en:Category:Blind musicians、en:Blind musicians、など参照）

## 参考文献/サイト

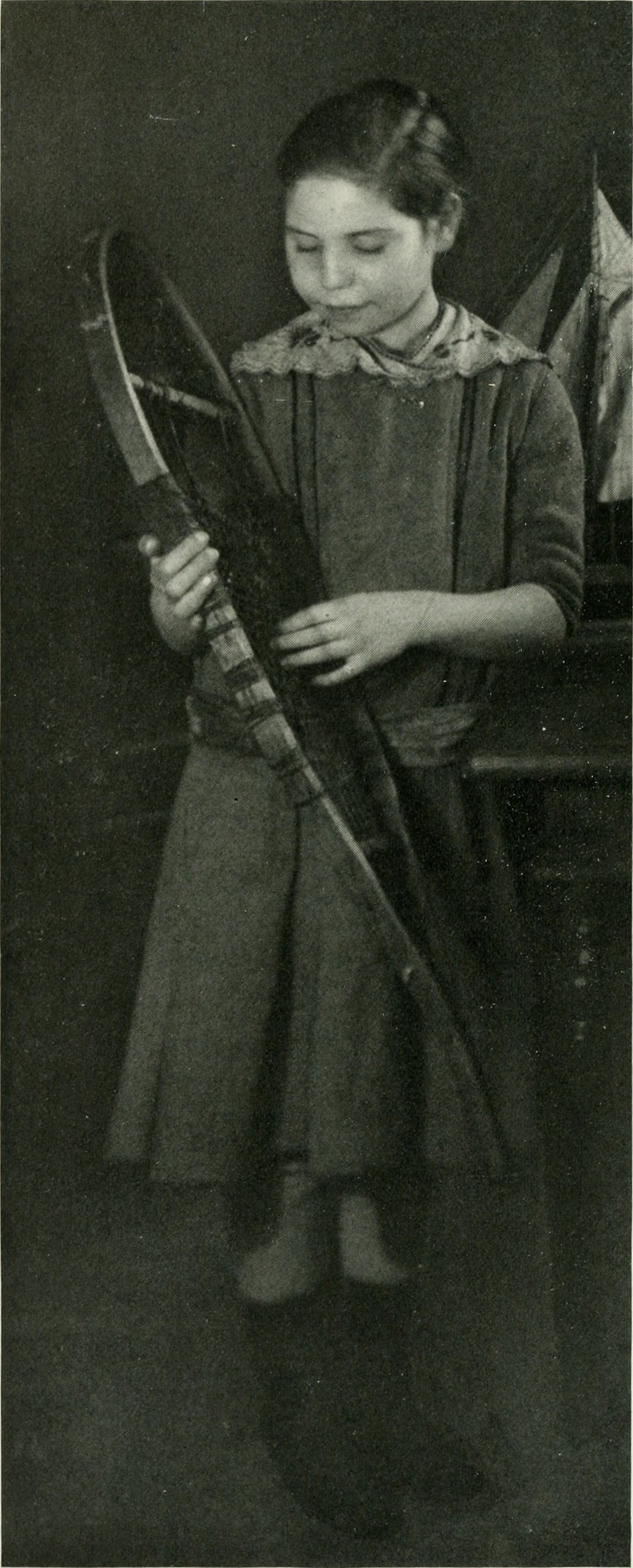
ハープを弾く先天盲少女 (1918年) "The American Museum Journal"